# Léren
Léren é uma comuna francesa na região administrativa da Nova Aquitânia, no departamento dos Pirenéus Atlânticos. Estende-se por uma área de 4,55 km². Em 2010 a comuna tinha 222 habitantes (densidade: 48,8 hab./km²).